# The Hack & Schmidt Bout
The Hack & Schmidt Bout è un cortometraggio muto del 1911 prodotto dalla Essanay di Chicago. Il nome del regista non viene riportato nei credit del film, una commedia interpretata da John Steppling e Howard Missimer. Ambedue gli attori all'epoca erano ai primi passi della loro carriera cinematografica.

## Produzione
Il film fu prodotto dalla Essanay Film Manufacturing Company.

## Distribuzione
Distribuito dalla General Film Company, il film - un cortometraggio di 150 metri - uscì nelle sale cinematografiche USA il 14 dicembre 1911. Nelle proiezioni, veniva programmato con il sistema dello split reel, accorpato in un'unica bobina con un altro cortometraggio prodotto dall'Essanay, la commedia A Polished Burglar.